# Theobald Weinzäpfli

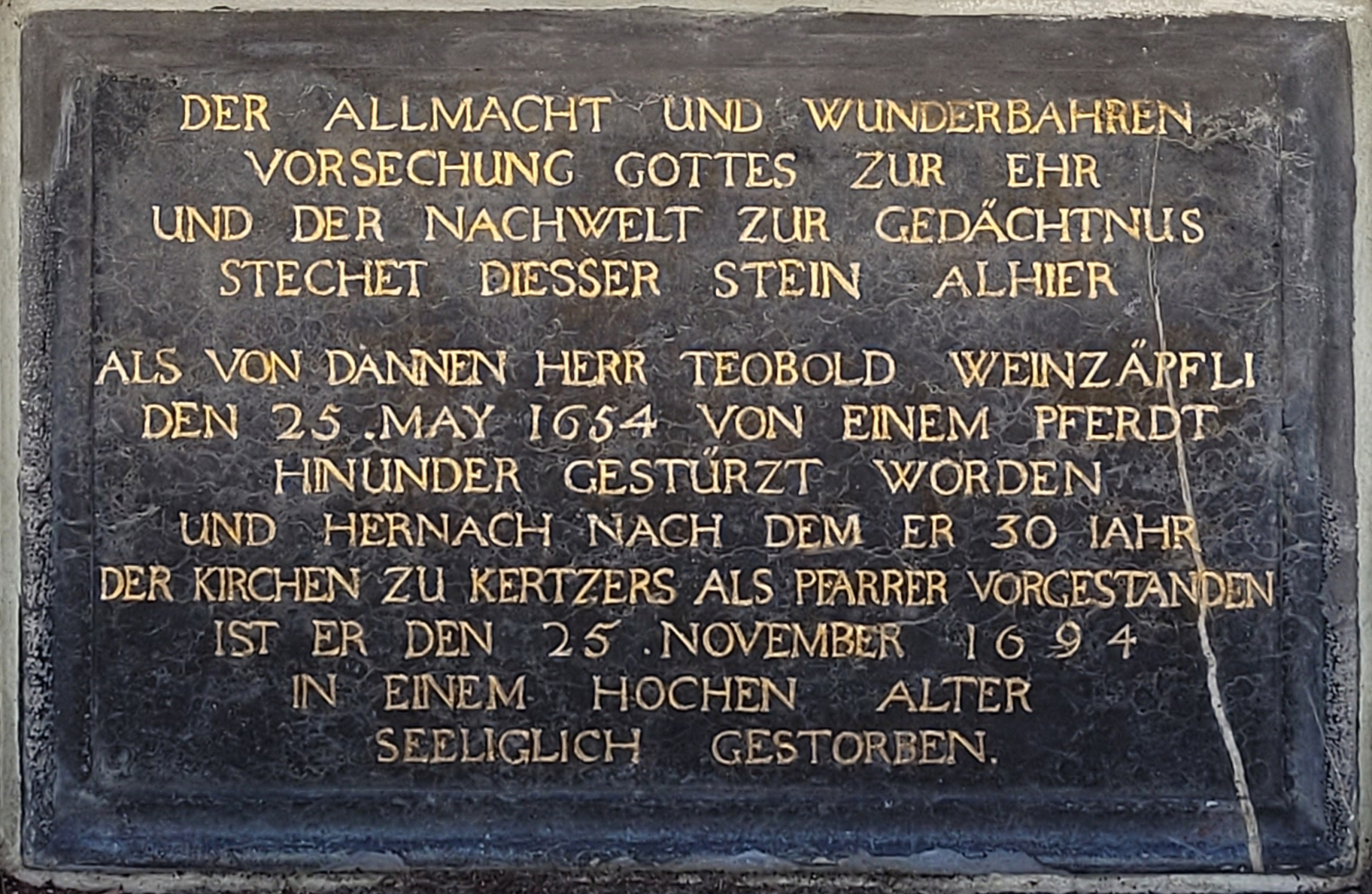
Gedenktafel für Theobald Weinzäpfli auf der Münsterplattform in Bern, 1734 errichtet

Theobald Weinzäpfli (* um 1635; † 25. November 1694) war ein Schweizer evangelischer Theologe.

## Leben
Johann Rudolf Gruner berichtet in seinen Deliciae urbis Bernae, Weinzäpfli sei als «armer Papistischer Knab nach Bern kommen» und habe auf Kosten der Obrigkeit an der Hohen Schule in Bern Theologie studiert. In der Nacht vom 22. auf den 23. Mai 1654 stürzte Theobald Weinzäpfli von der Münsterplattform in Bern und überlebte. Der Berner Deutschlehrmeister Wilhelm Lutz († 1708) berichtet dazu: 

„Als diser ein student war und wol musicieren und mit instrumenten auffspielen konnte, ist er mit jungen herren gaßatum gangen, am morgen früh (den 23. meyen 1654) haben sie ihn auff dem großen kirchhoff auff ein darauf weidend seümerroß gesetzt, daßelb munter fortgejagt, daß es mitten an die maur hinauß gestürzt, daß er hinab auff ein gartenzäünlj gefallen, arm und fuoß gebrochen, daß man ihn in der insul heilen mueßen, an einem fueß hinckend und ein arm lahm worden [...]“

Am 29. Mai 1655 gewährte ihm der Kleine Rat eine Badekur in Baden um sechs Kronen und 25 Mass Wein. Am 5. Februar 1658 wählte ihn der Kleine Rat zum Deutschlehrmeister. Zudem predigte er im damals neuen Zucht- und Waisenhaus, später auch in der Nydeggkirche. Am 13. Februar 1665 wurde Weinzäpfli zum Pfarrer in Kerzers gewählt.
Aus Weinzäpflis Testament geht hervor, dass er nie verheiratet war. Als Haupterben setzte er seinen Halbbruder Christen Wilenegger und seine Nichten Maria und Barbara Seidensticker ein. Weiter vergabte er dem Obern Spital 30 Kronen, weil er «oft das Mütschli davon empfangen».

## Gedenktafel
Gruner bemerkt, Weinzäpfli habe sich «ausgebetten», man möge zu seinen Lebzeiten kein Mahnmal errichten. Aus der bernischen Bauherrenrechnung geht allerdings hervor, dass am 23. September 1693 dem Gipser Adam Fruting für eine Neufassung der «buchstaben, so zu gedechtnuß des über die kirchmauer herunter gefallenen predicanten Wynzäpfflins» ein Geldbetrag ausbezahlt wurde. Der heute an der östlichen Mauer der Münsterplattform angebrachte, vermutlich aus Oberländer Kalkstein gefertigte Gedenkstein wurde 1734 durch den Marmorsäger Jean François Calame errichtet, die Inschrift durch den Flachmaler David Dick (1673–1760) vergoldet. Am 25. April 1749 wies der Kleine Rat Altquästor Morlot an, es solle «der sogenannte Weinzäpffli Stein nicht weg gethan, wohl aber baß hinunder an Niveau der Maur gesezet werde.»
Die Inschrift lautet:
DER ALLMACHT UND WUNDERBAHREN
VORSECHUNG GOTTES ZUR EHR
UND DER NACHWELT ZUR GEDÄCHTNUS
STECHET DIESSER STEIN ALHIER
ALS VON DANNEN HERR TEOBOLD WEINZÄPFLI
DEN 25. MAY 1654 VON EINEM PFERDT
HINUNDER GESTÜRZT WORDEN 
UND HERNACH NACH DEM ER 30 IAHR
DER KIRCHEN VON KERTZERS ALS PFARRER VORGESTANDEN
IST ER DEN 25. NOVEMBER 1694 
IN EINEM HOCHEN ALTER
SEELIGLICH GESTORBEN.